# Корнилов, Борис Александрович
Борис Александрович Корнилов (1915—1940) — участник советско-финской войны, старший лётчик-наблюдатель 50-го скоростного бомбардировочного авиационного полка 18-й скоростной бомбардировочной авиационной бригады 7-й армии Северо-Западного фронта, лейтенант. Герой Советского Союза.

## Биография
Родился в селе Кулебаки Российской империи в семье служащего. Русский.
Окончил металлургический техникум в городе Выкса.
В РККА с 1936 года. В 1938 году окончил Харьковскую военную школу лётчиков и лётнабов.
Участвовал в советско-финской войне. Был старшим лётчиком-наблюдателем 50-го сбап 18-й сбаб ВВС 7-й армии Северо-Западного фронта. Совершил 28 боевых вылетов.
1 марта 1940 года во время боевого вылета самолёт с экипажем из трёх человек (старший политрук Койнаш, штурман Корнилов, стрелок-радист Аккуратов) был сбит финской артиллерией у деревни Кяхяри близ Выборга. Экипажу удалось затушить пожар и совершить посадку на финской стороне фронта. После посадки завязался бой, в ходе которого стрелок-радист Аккуратов был убит, а старший политрук Койнаш и штурман Корнилов отбивались до последнего патрона, после чего покончили с собой.
10 марта 1940 года похоронен в братской могиле городского кладбища Сестрорецка со своими боевыми товарищами.

## Награды
- Указом Президиума Верховного Совета СССР от 21 марта 1940 года «за образцовое выполнение боевых заданий командования на фронте борьбы с финской белогвардейщиной и проявленные при этом отвагу и геройство» лейтенанту Корнилову Борису Александровичу посмертно присвоено звание Героя Советского Союза.
- Награждён орденом Ленина.

## Память
- Именем Героя в Выксе названы улица и переулок, а также установлен памятник.
- Памятная доска установлена в г. Кулебаки Нижегородской области на Стене Героев на мемориальном комплексе площади Победы

- Памятная доска на Стене Героев в Кулебаках